# هدویگا روزنباومووا
هدویگا روزنباومووا (انگلیسی: Hedwiga Rosenbaumová؛ ۳ ژوئیهٔ ۱۸۶۴ – ۳۱ ژوئیهٔ ۱۹۳۹) تنیس‌باز اهل بوهم بود.